# جرج آلکساندر بالارد
جرج آلکساندر بالارد (انگلیسی: George Alexander Ballard; ۷ مارس ۱۸۶۲ – ۱۶ سپتامبر ۱۹۴۸) فرد نظامی اهل بریتانیا بود.